# Alfred Jäger (Mediziner)
Alfred Jäger (* 18. Mai 1904 in Sandau, Böhmen; † 4. November 1988 in Aachen) war ein deutscher Augenarzt und Hochschullehrer für Augenheilkunde in Aachen.

## Leben und Wirken
Alfred Jäger, geboren in Sandau im Landkreis Eger, war der Sohn des Mediziners und Politikers Edmund Jäger und dessen Frau Josefine Antonia Jäger. Er besuchte die Schule in Sandau und legte 1922 in Eger das Abitur ab. Anschließend studierte er bis 1927 Medizin in München und legte 1928 die ärztliche Prüfung ab. Es folgte eine Volontärassistenz im Städtischen Krankenhaus München-Schwabing und von 1928 bis 1933 an der Chirurgischen Universitätsklinik Bonn bei Erich von Redwitz. Da er dort keine bezahlte Stelle erhielt, wurde er am Physiologischen Institut wissenschaftlicher Assistent bei Ulrich Ebbecke, außerdem machte er eine Ausbildung beim Röntgenologen Robert Janker. 1930 wurde er mit der Arbeit Nicht krankhafte intracranielle Verkalkungen zum Dr. med. promoviert.
Ab 1933 arbeitete er wieder am Institut für Physiologie in Bonn bei Ulrich Ebbecke, wo er sich 1936 mit der Arbeit Die Reflexstreifen auf den Netzhautgefäßen habilitierte. 1935 erhielt er die deutsche Staatsangehörigkeit und die Approbation. Am 19. Oktober 1935 heiratete er in Stolberg Irmgard Rodewald (* 3. Juli 1904).
Zum 1. Mai 1937 trat er in die NSDAP (Mitgliedsnummer 4.018.791) sowie in den Nationalsozialistischen Deutscher Ärztebund (NSDÄB) und in den Nationalsozialistischen Deutschen Dozentenbund ein. Im selben Jahr wurde er Assistenzarzt an der Augenklinik der Universität Kiel unter Direktor Alois Meesmann. 1939 bestand er die Facharztprüfung und wurde Oberarzt der Augenklinik in Kiel. Kurz darauf wurde er Sanitätsoffizier der Reserve der Luftwaffe der Wehrmacht. Im Oktober 1940 erhielt er zusätzlich eine Dozentur für Augenheilkunde an der Universität Kiel. Darüber hinaus beschäftigte er sich mit Medizingeschichte und erhielt auch dafür einen Lehrauftrag.
Gegen Ende des Krieges wurde Alfred Jäger Stabsarzt in der Fliegeruntersuchungsstelle Mohrkirch-Osterholz. Zur Gewährleistung der Wiedereröffnung der Universität Kiel sprach sich der Rektor Hans-Gerhard Creutzfeldt bei der Militärregierung für die Entlassung von Jäger aus, die Anfang 1946 erfolgte. 1947 wurde er außerordentlicher Professor in Kiel. Kurz danach wurde er nach einer Vertretungsprofessur kommissarischer Direktor der Augenklinik der Universität Münster, wo er auch als Belegarzt tätig war und bis 1950 einen Lehrauftrag hatte.
Im Zuge der Entnazifizierung wurde Alfred Jäger 1947 vom Entnazifizierungsausschuss Münster zunächst in die Kategorie 4 (Mitläufer) ohne Vermögenssperre eingestuft. Dagegen legte er durch seinen Anwalt Bernhard Reismann Berufung mit dem Ziel der Einstufung in Kategorie 5 (Entlastete) ein, die im Februar 1948 abgelehnt wurde. Auch ein erneuter Antrag auf Einstufung in Kategorie 5 wurde im März 1948 durch den Berufungsausschuss wegen unzureichender Argumente für die politische Unbedenklichkeit abgelehnt. Im November 1948 wandte sich Jäger zur Überprüfung des bisherigen Verfahrens persönlich an den Sonderbeauftragten für Entnazifizierung. Im März 1949 wurde er durch den Entnazifizierungsausschuss Kiel in Kategorie 5 eingestuft. Daraufhin wurde im Januar 1950 vom Entnazifizierungshauptausschuss die Einstufung in Kategorie 4 aufgehoben und das Verfahren endgültig eingestellt. Auch für Vermutungen, Alfred Jäger hätte näher mit Karl Brandt zusammengearbeitet und er sei an dessen Netzhaut-Unterdruckversuchen beteiligt gewesen, wurden keine Anhaltspunkte gefunden.
Jäger wurde 1955 Chefarzt der Augenklinik der Städtischen Krankenanstalten Aachen. Als 1966 die Medizinische Fakultät der Rheinisch-Westfälischen Technischen Hochschule Aachen gebildet wurde, wurde Jäger als einer der sieben Gründungsordinarien von den Städtischen Krankenanstalten übernommen und zum ordentlichen Professor für Augenheilkunde ernannt. Außerdem wurde er Leiter der Abteilung für Augenkrankheiten der Medizinischen Fakultät. 1973 wurde er emeritiert.
Alfred Jäger veröffentlichte zwischen 1931 und 1962 etwa 50 Arbeiten in wissenschaftlichen Zeitschriften. Dabei befasste er sich in früheren Arbeiten vor allem mit allgemeinen physiologischen Grundlagen wie dem Blutkreislauf, ab der zweiten Hälfte der 1930er Jahre schrieb er in erster Linie zu augenärztlichen Themen. Dazu gehörten Probleme der Netzhaut, der Sehschärfebestimmung, der Linsenluxation, der operativen Behandlung der Katarakt, der Kurzsichtigkeit und des Glaukoms. Er befasste sich auch mit weitergehenden Problemen wie Augenbewegungen und das architektonische Problem der Kurvatur der Horizontalen oder Anforderungen an Windschutzscheiben für eine ausreichende Verkehrssicherheit.